# Sóviet Supremo de la República Socialista Soviética de Lituania
El Sóviet Supremo de la República Socialista Soviética de Lituania (en lituano: Lietuvos TSR Aukščiausioji Taryba, en ruso: Верховный Совет Литовской ССР, romanizado: Verkhovnyy Sovet Litovskoy SSR) era el sóviet supremo (mayor órgano legislativo) de la RSS de Lituania, una de las repúblicas constituyentes de la Unión Soviética. 

## Historia
El Sóviet Supremo se estableció en agosto de 1940, cuando el Seimas Popular se declaró a sí mismo como el Sóviet Supremo provisional. De acuerdo con la constitución, era muy similar a los parlamentos democráticos modernos: se elegía cada cuatro (después cinco) años y tenía el poder de crear, enmendar y ratificar la constitución, las leyes y los tratados y nombrar a los funcionarios en el Consejo de Ministros (el órgano ejecutivo). 

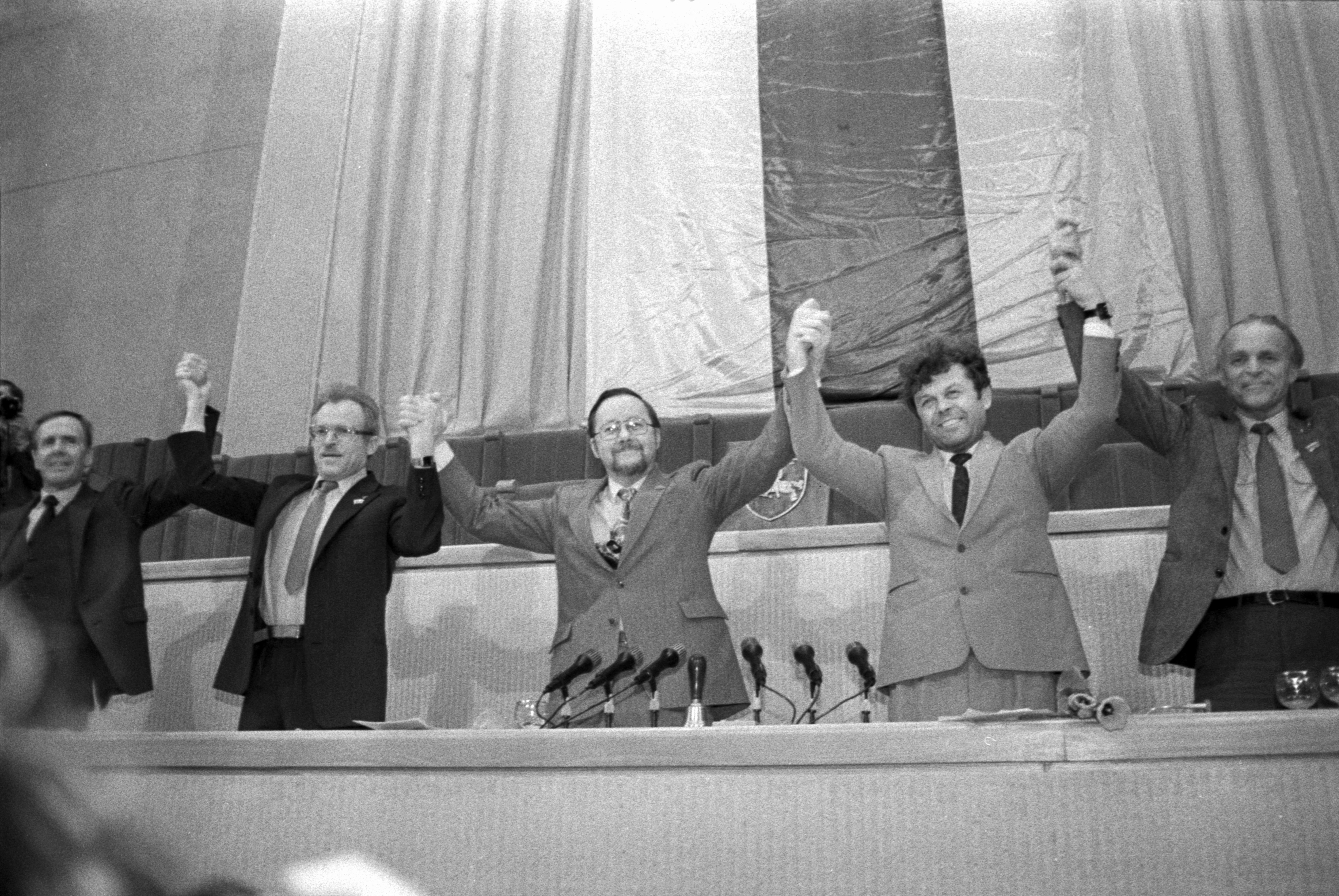
Líderes del Sóviet Supremo el 11 de marzo de 1990, tras la promulgación de la Declaración de Independencia de Lituania

El Sóviet se convirtió en un importante campo de batalla político desde 1988. Inspirados y alentados por la perestroika y el glásnost, los lituanos comenzaron a dar pasos hacia la independencia o al menos la autonomía de la Unión Soviética. El Sóviet se convirtió en el lugar oficial para buscar la independencia de manera legal. A partir de su décima sesión, del 17 al 18 de octubre de 1988, los procedimientos fueron televisados, debatidos acaloradamente y en el centro de atención. El poder político pasó del Comité Central del Partido Comunista de Lituania al Sóviet Supremo, que se transformó de una institución de sello de goma en una legislatura real. En aproximadamente un año y medio, el Soviet reinstalado entreguerras escudo de armas de Lituania y el himno nacional Tautiška giesmė, la superioridad declarado de las leyes de Lituania sobre las leyes de la Unión Soviética, bases sentadas para de- colectivización, investigados y condenados eventos que rodea la ocupación de Lituania en 1940, otorgó libertad religiosa, adoptó la ley de ciudadanía, promulgó una nueva ley electoral verdaderamente democrática que redujo el número de delegados a 141, abolió el monopolio político del Partido Comunista permitiendo que otros partidos se presentaran en las próximas elecciones.  Los delegados lucharon con el cambio de funciones. Aproximadamente 100 de los delegados conservadores prosoviéticos no asistieron a las sesiones. Otros, acostumbrados a seguir ciegamente las órdenes de arriba, votaban según los deseos del presidium y mostraban inmadurez política. Por ejemplo, durante una votación para nombrar a Kazimira Prunskienė como vice primera ministra, se emitieron 100 votos en su contra durante una votación secreta. Cuando se repitió la votación, esta vez en público, ni un solo delegado votó en su contra y solo unos pocos se abstuvieron.  En agosto de 1989, el Sóviet anunció que el Pacto Molotov-Ribbentrop de 1939 resultó directamente en la incorporación forzosa de los países bálticos a la URSS en 1940. Esta fue la primera vez en la historia del país que un organismo oficial soviético desafió la autoridad del gobierno federal soviético.
En las elecciones de febrero de 1990, cuando por primera vez se permitió que se presentaran candidatos de la oposición, los candidatos respaldados por los independentistas Sąjūdis obtuvieron 96 escaños de 141 Durante sus tres primeras sesiones, el 11 de marzo de 1990, el Sóviet eligió a Vytautas Landsbergis como presidente y adoptó la Ley de restablecimiento del Estado de Lituania. El mismo día, el Sóviet cambió su nombre por el de Consejo Supremo de la República de Lituania. También se conoce como Consejo Supremo - Seimas reconstituyentes (Aukščiausioji Taryba - Atkuriamasis Seimas ). El consejo lo celebró por última vez el 11 de noviembre de 1992. Fue sucedido por Seimas elegido democráticamente.
Las primeras elecciones libres se celebraron en febrero de 1990 y fueron ganadas por los independentistas Sąjūdis. Durante su primera sesión, el Sóviet Supremo adoptó la Ley de restablecimiento del Estado de Lituania y se rebautizó como Consejo Supremo de la República de Lituania.

## Estructura

### Presídium
El presídium era el órgano con funciones legislativas encargado de dirigir al Sóviet Supremo durante los periodos entre sesiones de este. Los miembros de este eran elegidos por los diputados al inicio de cada convocatoria. Sus funciones eran convocar las sesiones del Sóviet Supremo, interpretar las leyes, otorgar títulos honoríficos y condecoraciones, relevar y designar a ministros locales a propuesta del Presidente del Consejo de Ministros, entre otras. Estaba formado por un presidente, dos vicepresidentes, un secretario y 13 miembros ordinarios.

### Diputados
Los diputados del Sóviet Supremo de la RSS de Lituania eran electos sobre la base de sufragio universal, igual y directo en votación secreta por ciudadanos mayores de 18 años, en proporción de un diputado por cada 10,000 habitantes.

## Facultades
El Sóviet Supremo de la República Socialista Soviética de Lituania elegía un Presídium responsable ante él, y también formaba al Gobierno; elegía al Consejo de Ministros de la República Socialista Soviética de Lituania, y a la Corte Suprema de la República Socialista Soviética de Lituania. También los diputados eligieron a los jefes de los comités ejecutivos locales y parcialmente a sus diputados, el estado mayor de mando de los distritos militares ubicados en el territorio de la RSS de Lituania.
Los deberes del Sóviet Supremo también consistían en:
- Modificar la Constitución de la República Socialista Soviética de Lituania y adoptar nuevas versiones;
- Publicar y aprobar los planes económicos nacionales y el presupuesto estatal de la república;
- Supervisar el estado y la gestión de las empresas subordinadas a la Unión y supervisarlas.

La forma principal de la actividad del Sóviet Supremo eran las sesiones, que el Presídium convocaba dos veces al año. Asimismo, ante solicitud del Presídium o a solicitud de un tercio de los diputados, se podían convocar sesiones extraordinarias y solemnes (dedicadas a fechas destacadas). El Sóviet Supremo formaba comisiones permanentes y temporales. Las leyes fueron aprobadas por mayoría de votos de los diputados que participaron en la reunión del Sóviet Supremo.

## Convocatorias
| Convocatoria      | Periodo   |
| ----------------- | --------- |
| I Convocatoria    | 1941-1947 |
| II Convocatoria   | 1947-1951 |
| III Convocatoria  | 1951-1955 |
| IV Convocatoria   | 1955-1959 |
| V Convocatoria    | 1959-1963 |
| VI Convocatoria   | 1963-1967 |
| VII Convocatoria  | 1967-1971 |
| VIII Convocatoria | 1971-1975 |
| IX Convocatoria   | 1975-1980 |
| X Convocatoria    | 1980-1985 |
| XI Convocatoria   | 1985-1990 |

## Presidentes delPresídiumdel Sóviet Supremo de la RSS de Lituania
| Imagen | Imagen | Nombre                          | Inicio                  | Fin                     | Partido político  |
| ------ | ------ | ------------------------------- | ----------------------- | ----------------------- | ----------------- |
|        |        | Justas Paleckis (1899-1980)     | 25 de agosto de 1940    | 14 de abril de 1967     | Partido Comunista |
|        |        | Motiejus Šumauskas (1905-1982)  | 14 de abril de 1967     | 24 de diciembre de 1975 | Partido Comunista |
|        |        | Antanas Barkauskas (1917-2008)  | 24 de diciembre de 1975 | 18 de noviembre de 1985 | Partido Comunista |
|        |        | Ringaudas Songaila (1929-2019)  | 18 de noviembre de 1985 | 7 de diciembre de 1987  | Partido Comunista |
|        |        | Vytautas Astrauskas (1930-2017) | 7 de diciembre de 1987  | 15 de enero de 1990     | Partido Comunista |
|        |        | Algirdas Brazauskas (1932-2010) | 15 de enero de 1990     | 11 de marzo de 1990     | Partido Comunista |

## Presidentes del Sóviet Supremo de la RSS de Lituania
El presidente del Soviet Supremo era el presidente (portavoz) de esa legislatura.
| Imagen | Imagen | Nombre                                | Inicio                  | Fin                     | Partido político  |
| ------ | ------ | ------------------------------------- | ----------------------- | ----------------------- | ----------------- |
|        |        | Boleslavas Baranauskas (1902-1975)    | 25 de agosto de 1940    | 1951                    | Partido Comunista |
|        |        | Feliksas Bieliauskas (1914-1985)      | 26 de abril de 1951     | 16 de marzo de 1955     | Partido Comunista |
|        |        | Vladas Niunka (1907-1983)             | 1955                    | 18 de abril de 1963     | Partido Comunista |
|        |        | Antanas Barkauskas (1917-2008)        | 18 de abril de 1963     | 24 de diciembre de 1975 | Partido Comunista |
|        |        | Ringaudas Songaila (1929-2019)        | 24 de diciembre de 1975 | 16 de enero de 1981     | Partido Comunista |
|        |        | Lionginas Šepetys (1927-2017)         | 19 de junio de 1981     | 10 de marzo de 1990     | Partido Comunista |
|        |        | Vytautas Landsbergis (Nacido en 1932) | 11 de marzo de 1990     | 11 de marzo de 1990     | Partido Comunista |